# 311 (альбом)
311 — третий студийный альбом американской группы альтернативного рока 311. Альбом также известен как The Blue Album (в переводе с англ. - «голубой альбом»). Релиз состоялся 25 июля 1995 года. Альбом был записан на студии NRG, в городе Омаха, штат Небраска. Синглами вышли три песни: «Don't Stay Home», «Down» и «Mixed Up». Альбом получил сертификат платиного диска от Американской Ассоциации Звукозаписывающих Компаний, всего было продано более трёх миллионов копий альбома.

## Список композиций
| №                   | Название                 | Автор(ы)                        | Длительность |
| ------------------- | ------------------------ | ------------------------------- | ------------ |
| 1.                  | «Down»                   | Hexum, Martinez                 | 2:53         |
| 2.                  | «Random»                 | Sexton, Hexum, Martinez         | 3:07         |
| 3.                  | «Jackolantern's Weather» | Sexton, Hexum, Martinez         | 3:24         |
| 4.                  | «All Mixed Up»           | Hexum, Martinez                 | 3:02         |
| 5.                  | «Hive»                   | Sexton, Hexum, Martinez         | 3:00         |
| 6.                  | «Guns» (Are for Pusses)  | Sexton, Hexum, Martinez         | 2:17         |
| 7.                  | «Misdirected Hostility»  | Hexum, Martinez                 | 3:00         |
| 8.                  | «Purpose»                | Hexum                           | 2:45         |
| 9.                  | «Loco»                   | Mahoney, Hexum                  | 1:53         |
| 10.                 | «Brodels»                | Sexton, Hexum, Martinez         | 3:33         |
| 11.                 | «Don't Stay Home»        | Hexum                           | 2:44         |
| 12.                 | «DLMD»                   | Hexum, Martinez                 | 2:14         |
| 13.                 | «Sweet»                  | Mahoney, Hexum, Martinez        | 3:15         |
| 14.                 | «T & P Combo»            | Mahoney, Wills, Hexum, Martinez | 2:50         |
| Общая длительность: | Общая длительность:      | Общая длительность:             | 39:58        |

## Синглы
| Год  | Название                                        | Наивысшая позиция | Наивысшая позиция | Наивысшая позиция | Наивысшая позиция | Наивысшая позиция | Наивысшая позиция |
| Год  | Название                                        | US                | US Alt            | US Main           | AUS               | CAN               | CAN Alt           |
| ---- | ----------------------------------------------- | ----------------- | ----------------- | ----------------- | ----------------- | ----------------- | ----------------- |
| 1995 | «Jackolantern's Weather/Guns (Are for Pussies)» | промосингл        | промосингл        | промосингл        | промосингл        | промосингл        | промосингл        |
| 1995 | «Don't Stay Home»                               | —                 | 29                | —                 | —                 | —                 | 24                |
| 1996 | «Down»                                          | 37                | 1                 | 19                | 41                | 60                | 4                 |
| 1996 | «All Mixed Up»                                  | 36                | 4                 | —                 | —                 | —                 | 3                 |

## Чарты и сертификация альбома
| Чарты        | Год    | Чарты         | Позиция            |
| ------------ | ------ | ------------- | ------------------ |
| Чарты        | 1995   | Billboard 200 | 12                 |
| Чарты        | 1995   | Heatseekers   | 1                  |
| Сертификация | Страна | Сертификация  | Продажи            |
| Сертификация | США    | Платиновый    | более 3 млн. копий |

## Участники записи
311
- Ник Гексум — вокал, ритм-гитара
- Дуглас «S.A.» Мартинес — вокал, тёрнтейбл
- Тим Махоуни — соло-гитара
- Аарон «P-Nut» Уиллс — бас-гитара
- Чед Секстон — ударные, перкуссия

Создатели
- Рон Сент Джерман - продюсер
- Диана Пэинтер - арт-директор
- Терри Робертсон - дизайнер
- Кэтрин Уэссел - фотограф